# 8805 Petrpetrov
8805 Petrpetrov eller 1981 UM11 är en asteroid i huvudbältet som upptäcktes den 22 oktober 1981 av den rysk-sovjetiske astronomen Nikolaj Tjernych vid Krims astrofysiska observatorium på Krim. Den har fått sitt namn efter Petr P. Petrov.